# Élections législatives de 1962 dans la Seine-Maritime
Les élections législatives françaises de 1962 se déroulent les 18 et 25 novembre 1962. Dans le département de la Seine-Maritime, dix députés sont à élire dans le cadre de dix circonscriptions.

## Élus
| Circonscription | Député sortant                              | Parti | Parti | Député élu ou réélu | Parti | Parti   |
| --------------- | ------------------------------------------- | ----- | ----- | ------------------- | ----- | ------- |
| 1re             | François Codet suppléany de Roger Dusseaulx |       | UNR   | Roger Dusseaulx     |       | UNR-UDT |
| 2e              | Tony Larue                                  |       | SFIO  | Tony Larue          |       | SFIO    |
| 3e              | Jean-Marie Morisse                          |       | UNR   | Jean-Marie Morisse  |       | UNR-UDT |
| 4e              | André Marie                                 |       | CR    | André Chérasse      |       | UNR-UDT |
| 5e              | André Bettencourt                           |       | CNIP  | André Bettencourt   |       | RI      |
| 6e              | Pierre Courant                              |       | CNIP  | Maurice Georges     |       | UNR-UDT |
| 7e              | René Cance                                  |       | PCF   | René Cance          |       | PCF     |
| 8e              | Robert Grèverie                             |       | CNIP  | Roger Fossé         |       | UNR-UDT |
| 9e              | Louis Delaporte                             |       | CNIP  | Louis Boisson       |       | SFIO    |
| 10e             | Claude Heuillard                            |       | CR    | Georges Delatre     |       | UNR-UDT |

## Résultats

### Résultats à l'échelle du département
| Parti          | Parti                                          | Premier tour | Premier tour | Second tour | Second tour | Sièges |
| Parti          | Parti                                          | Voix         | %            | Voix        | %           | Sièges |
| -------------- | ---------------------------------------------- | ------------ | ------------ | ----------- | ----------- | ------ |
|                | Union pour la nouvelle République (UDT)        | 117 051      | 29,53        | 146 694     | 40,00       | 6      |
|                | Républicains indépendants                      | 31 287       | 7,89         | 44 884      | 12,24       | 1      |
|                | Modérés                                        | 22 007       | 5,55         | 62          | 0,02        | 0      |
|                | Majorité présidentielle                        | 170 345      | 42,98        | 191 640     | 52,26       | 7      |
|                |                                                |              |              |             |             |        |
|                | Mouvement républicain populaire                | 21 466       | 5,42         | 4 819       | 1,31        | 0      |
|                | Centre républicain                             | 21 103       | 5,32         | 22 381      | 6,10        | 0      |
|                | Centre national des indépendants et paysans    | 10 796       | 2,72         | Retrait     | Retrait     | 0      |
|                | Centre démocratique                            | 53 365       | 13,46        | 27 200      | 7,42        | 0      |
|                |                                                |              |              |             |             |        |
|                | Parti communiste français                      | 101 883      | 25,70        | 67 434      | 18,39       | 1      |
|                | Section française de l'Internationale ouvrière | 37 960       | 9,58         | 64 462      | 17,58       | 2      |
|                | Parti radical                                  | 21 320       | 5,38         | 15 958      | 4,35        | 0      |
|                | Parti socialiste unifié                        | 10 815       | 2,73         | Retrait     | Retrait     | 0      |
|                | Divers                                         | 690          | 0,17         |             |             | 0      |
|                |                                                |              |              |             |             |        |
| Inscrits       | Inscrits                                       | 599 905      | 100,00       | 541 990     | 100,00      | 10     |
| Abstentions    | Abstentions                                    | 190 330      | 31,73        | 157 847     | 29,12       |        |
| Votants        | Votants                                        | 409 575      | 68,27        | 384 143     | 70,88       |        |
| Blancs et nuls | Blancs et nuls                                 | 13 197       | 3,22         | 17 449      | 4,54        |        |
| Exprimés       | Exprimés                                       | 396 378      | 96,78        | 366 694     | 95,46       |        |

### Résultats par circonscription

#### Première circonscription (Rouen-Nord)
| Candidat                    | Candidat                      | Parti          | Premier tour | Premier tour | Second tour | Second tour |  |
| Candidat                    | Candidat                      | Parti          | Voix         | %            | Voix        | %           |  |
| --------------------------- | ----------------------------- | -------------- | ------------ | ------------ | ----------- | ----------- |  |
|                             | Roger Dusseaulx sortant réélu | UNR-UDT        | 19 420       | 49,57        | 23 341      | 57,9        |  |
|                             | Victor Blot                   | PCF            | 8 530        | 21,77        | 12 153      | 30,15       |  |
|                             | Jacques Lemonnier-Leblanc     | MRP            | 3 644        | 9,3          | 4 819       | 11,95       |  |
|                             | Serge Huguerre                | SFIO           | 2 796        | 7,14         | Retrait     | Retrait     |  |
|                             | Xavier Camillerapp            | CNIP           | 2 765        | 7,06         | Retrait     | Retrait     |  |
|                             | Michel Bérégovoy              | PSU            | 2 021        | 5,16         | Retrait     | Retrait     |  |
|                             |                               |                |              |              |             |             |  |
| Inscrits                    | Inscrits                      | Inscrits       | 62 065       | 100,00       | 62 060      | 100,00      |  |
| Abstentions                 | Abstentions                   | Abstentions    | 21 697       | 34,96        | 20 310      | 32,73       |  |
| Votants                     | Votants                       | Votants        | 40 368       | 65,04        | 41 750      | 67,27       |  |
| Blancs et nuls              | Blancs et nuls                | Blancs et nuls | 1 192        | 2,95         | 1 437       | 3,44        |  |
| Exprimés                    | Exprimés                      | Exprimés       | 39 176       | 97,05        | 40 313      | 96,56       |  |
| Source : Gallica et CEVIPOF |                               |                |              |              |             |             |  |

#### Deuxième circonscription (Elbeuf)
| Candidat                    | Candidat                 | Parti          | Premier tour | Premier tour | Second tour | Second tour |  |
| Candidat                    | Candidat                 | Parti          | Voix         | %            | Voix        | %           |  |
| --------------------------- | ------------------------ | -------------- | ------------ | ------------ | ----------- | ----------- |  |
|                             | Tony Larue sortant réélu | SFIO           | 13 451       | 31,36        | 26 512      | 62,08       |  |
|                             | Fernand Legagneux        | PCF            | 13 213       | 30,8         | Retrait     | Retrait     |  |
|                             | Jean Dessart             | UNR-UDT        | 11 845       | 27,61        | 16 195      | 37,92       |  |
|                             | Maxime Magniaux          | MRP            | 4 386        | 10,22        | Retrait     | Retrait     |  |
|                             |                          |                |              |              |             |             |  |
| Inscrits                    | Inscrits                 | Inscrits       | 61 657       | 100,00       | 61 645      | 100,00      |  |
| Abstentions                 | Abstentions              | Abstentions    | 17 696       | 28,7         | 17 254      | 27,99       |  |
| Votants                     | Votants                  | Votants        | 43 961       | 71,3         | 44 391      | 72,01       |  |
| Blancs et nuls              | Blancs et nuls           | Blancs et nuls | 1 066        | 2,42         | 1 684       | 3,79        |  |
| Exprimés                    | Exprimés                 | Exprimés       | 42 895       | 97,58        | 42 707      | 96,21       |  |
| Source : Gallica et CEVIPOF |                          |                |              |              |             |             |  |

#### Troisième circonscription (Rouen-Sud)
| Candidat                    | Candidat                         | Parti          | Premier tour | Premier tour | Second tour | Second tour |  |
| Candidat                    | Candidat                         | Parti          | Voix         | %            | Voix        | %           |  |
| --------------------------- | -------------------------------- | -------------- | ------------ | ------------ | ----------- | ----------- |  |
|                             | Jean-Marie Morisse sortant réélu | UNR-UDT        | 16 386       | 37,25        | 23 172      | 50,75       |  |
|                             | Roland Leroy                     | PCF            | 14 907       | 33,88        | 22 487      | 49,25       |  |
|                             | André Macé                       | PSU            | 6 036        | 13,72        | Retrait     | Retrait     |  |
|                             | Marcel Billard                   | Modérés        | 3 282        | 7,46         |             |             |  |
|                             | Marcel Huret                     | MRP            | 2 694        | 6,12         |             |             |  |
|                             | Jacques Ragu                     | Divers         | 690          | 1,57         |             |             |  |
|                             |                                  |                |              |              |             |             |  |
| Inscrits                    | Inscrits                         | Inscrits       | 65 683       | 100,00       | 65 664      | 100,00      |  |
| Abstentions                 | Abstentions                      | Abstentions    | 20 328       | 30,95        | 17 632      | 26,85       |  |
| Votants                     | Votants                          | Votants        | 45 355       | 69,05        | 48 032      | 73,15       |  |
| Blancs et nuls              | Blancs et nuls                   | Blancs et nuls | 1 360        | 3            | 2 373       | 4,94        |  |
| Exprimés                    | Exprimés                         | Exprimés       | 43 995       | 97           | 45 659      | 95,06       |  |
| Source : Gallica et CEVIPOF |                                  |                |              |              |             |             |  |

#### Quatrième circonscription (Pavilly)
| Candidat         | Candidat            | Parti          | Premier tour | Premier tour | Second tour | Second tour |  |
| Candidat         | Candidat            | Parti          | Voix         | %            | Voix        | %           |  |
| ---------------- | ------------------- | -------------- | ------------ | ------------ | ----------- | ----------- |  |
|                  | André Chérasse élu  | UNR-UDT        | 10 782       | 26,65        | 15 757      | 36,98       |  |
|                  | André Marie sortant | CR             | 10 540       | 26,05        | 12 272      | 28,8        |  |
|                  | Germaine Pican      | PCF            | 8 116        | 20,06        | Retrait     | Retrait     |  |
|                  | Paul Vauquelin      | Radsoc         | 7 693        | 19,02        | 14 581      | 34,22       |  |
|                  | Alain Brajeux       | MRP            | 3 325        | 8,22         | Retrait     | Retrait     |  |
|                  |                     |                |              |              |             |             |  |
| Inscrits         | Inscrits            | Inscrits       | 59 516       | 100,00       | 59 508      | 100,00      |  |
| Abstentions      | Abstentions         | Abstentions    | 17 782       | 29,88        | 15 559      | 26,15       |  |
| Votants          | Votants             | Votants        | 41 734       | 70,12        | 43 949      | 73,85       |  |
| Blancs et nuls   | Blancs et nuls      | Blancs et nuls | 1 278        | 3,06         | 1 339       | 3,05        |  |
| Exprimés         | Exprimés            | Exprimés       | 40 456       | 96,94        | 42 610      | 96,95       |  |
| Source : CEVIPOF |                     |                |              |              |             |             |  |

#### Cinquième circonscription (Fécamp)
| Candidat                    | Candidat                        | Parti          | Premier tour | Premier tour | Second tour | Second tour |  |
| Candidat                    | Candidat                        | Parti          | Voix         | %            | Voix        | %           |  |
| --------------------------- | ------------------------------- | -------------- | ------------ | ------------ | ----------- | ----------- |  |
|                             | André Bettencourt sortant réélu | RI             | 15 909       | 39,74        | 26 450      | 68,11       |  |
|                             | Paul Bellec                     | UNR-UDT        | 9 532        | 23,81        | Retrait     | Retrait     |  |
|                             | Albert Duquenoy                 | PCF            | 7 098        | 17,73        | 12 387      | 31,89       |  |
|                             | Richard Pranzo                  | Radsoc         | 4 737        | 11,83        | Retrait     | Retrait     |  |
|                             | Pierre Roussel                  | PSU            | 2 758        | 6,89         | Retrait     | Retrait     |  |
|                             |                                 |                |              |              |             |             |  |
| Inscrits                    | Inscrits                        | Inscrits       | 63 489       | 100,00       | 63 472      | 100,00      |  |
| Abstentions                 | Abstentions                     | Abstentions    | 21 888       | 34,48        | 21 470      | 33,83       |  |
| Votants                     | Votants                         | Votants        | 41 601       | 65,52        | 42 002      | 66,17       |  |
| Blancs et nuls              | Blancs et nuls                  | Blancs et nuls | 1 567        | 3,77         | 3 165       | 7,54        |  |
| Exprimés                    | Exprimés                        | Exprimés       | 40 034       | 96,23        | 38 837      | 92,46       |  |
| Source : Gallica et CEVIPOF |                                 |                |              |              |             |             |  |

#### Sixième circonscription (Le Havre-Ouest)
| Candidat                    | Candidat               | Parti          | Premier tour | Premier tour | Second tour | Second tour |  |
| Candidat                    | Candidat               | Parti          | Voix         | %            | Voix        | %           |  |
| --------------------------- | ---------------------- | -------------- | ------------ | ------------ | ----------- | ----------- |  |
|                             | Maurice Georges élu    | UNR-UDT        | 16 223       | 32,71        | 31 458      | 63,55       |  |
|                             | Pierre Courant sortant | Modérés        | 15 019       | 30,29        | 62          | 0,13        |  |
|                             | Louis Eudier           | PCF            | 13 827       | 27,88        | 17 979      | 36,32       |  |
|                             | Lucien Lhonorey        | SFIO           | 4 520        | 9,11         | Retrait     | Retrait     |  |
|                             |                        |                |              |              |             |             |  |
| Inscrits                    | Inscrits               | Inscrits       | 75 596       | 100,00       | 75 590      | 100,00      |  |
| Abstentions                 | Abstentions            | Abstentions    | 24 484       | 32,39        | 23 054      | 30,5        |  |
| Votants                     | Votants                | Votants        | 51 112       | 67,61        | 52 536      | 69,5        |  |
| Blancs et nuls              | Blancs et nuls         | Blancs et nuls | 1 523        | 2,98         | 3 037       | 5,78        |  |
| Exprimés                    | Exprimés               | Exprimés       | 49 589       | 97,02        | 49 499      | 94,22       |  |
| Source : Gallica et CEVIPOF |                        |                |              |              |             |             |  |

#### Septième circonscription (Le Havre-Est)
|                  | René Cance sortant réélu | PCF            | 20 557 | 53,49  |  |  |  |
|                  | Paul Denis               | UNR-UDT        | 10 720 | 27,90  |  |  |  |
|                  | Bernard Dairaine         | Modérés        | 3 706  | 9,64   |  |  |  |
|                  | Lucien Osmont            | SFIO           | 3 449  | 8,97   |  |  |  |
|                  |                          |                |        |        |  |  |  |
| Inscrits         | Inscrits                 | Inscrits       | 58 013 | 100,00 |  |  |  |
| Abstentions      | Abstentions              | Abstentions    | 18 610 | 32,08  |  |  |  |
| Votants          | Votants                  | Votants        | 39 403 | 67,92  |  |  |  |
| Blancs et nuls   | Blancs et nuls           | Blancs et nuls | 971    | 2,46   |  |  |  |
| Exprimés         | Exprimés                 | Exprimés       | 38 432 | 97,54  |  |  |  |
| Source : CEVIPOF |                          |                |        |        |  |  |  |

#### Huitième circonscription (Yvetot)
| Candidat                    | Candidat                      | Parti          | Premier tour | Premier tour | Second tour | Second tour |  |
| Candidat                    | Candidat                      | Parti          | Voix         | %            | Voix        | %           |  |
| --------------------------- | ----------------------------- | -------------- | ------------ | ------------ | ----------- | ----------- |  |
|                             | Roger Fossé élu               | UNR-UDT        | 9 818        | 28,88        | 19 722      | 55,27       |  |
|                             | Jean-Jacques Servan-Schreiber | Radsoc         | 8 890        | 26,15        | 15 958      | 44,73       |  |
|                             | Robert Grèverie sortant       | CNIP           | 8 031        | 23,62        | Retrait     | Retrait     |  |
|                             | Jacques Eberhard              | PCF            | 4 381        | 12,89        | Retrait     | Retrait     |  |
|                             | Gaston Delacroix              | MRP            | 2 875        | 8,46         | Retrait     | Retrait     |  |
|                             |                               |                |              |              |             |             |  |
| Inscrits                    | Inscrits                      | Inscrits       | 51 608       | 100,00       | 51 565      | 100,00      |  |
| Abstentions                 | Abstentions                   | Abstentions    | 16 008       | 31,02        | 13 693      | 26,55       |  |
| Votants                     | Votants                       | Votants        | 35 600       | 68,98        | 37 872      | 73,45       |  |
| Blancs et nuls              | Blancs et nuls                | Blancs et nuls | 1 605        | 4,51         | 2 192       | 5,79        |  |
| Exprimés                    | Exprimés                      | Exprimés       | 33 995       | 95,49        | 35 680      | 94,21       |  |
| Source : Gallica et CEVIPOF |                               |                |              |              |             |             |  |

#### Neuvième circonscription (Dieppe)
| Candidat                    | Candidat                | Parti          | Premier tour | Premier tour | Second tour | Second tour |  |
| Candidat                    | Candidat                | Parti          | Voix         | %            | Voix        | %           |  |
| --------------------------- | ----------------------- | -------------- | ------------ | ------------ | ----------- | ----------- |  |
|                             | Louis Delaporte sortant | RI             | 15 378       | 44,02        | 18 434      | 49,45       |  |
|                             | Louis Boisson élu       | SFIO           | 8 800        | 25,19        | 18 841      | 50,55       |  |
|                             | Léon Rogé               | PCF            | 8 393        | 24,02        | Retrait     | Retrait     |  |
|                             | Victor Roissard         | CR             | 2 367        | 6,77         | Retrait     | Retrait     |  |
|                             |                         |                |              |              |             |             |  |
| Inscrits                    | Inscrits                | Inscrits       | 54 089       | 100,00       | 54 073      | 100,00      |  |
| Abstentions                 | Abstentions             | Abstentions    | 17 513       | 32,38        | 15 437      | 28,55       |  |
| Votants                     | Votants                 | Votants        | 36 576       | 67,62        | 38 636      | 71,45       |  |
| Blancs et nuls              | Blancs et nuls          | Blancs et nuls | 1 638        | 4,48         | 1 361       | 3,52        |  |
| Exprimés                    | Exprimés                | Exprimés       | 34 938       | 95,52        | 37 275      | 96,48       |  |
| Source : Gallica et CEVIPOF |                         |                |              |              |             |             |  |

#### Dixième circonscription (Gournay-en-Bray)
| Candidat                    | Candidat                 | Parti          | Premier tour | Premier tour | Second tour | Second tour |  |
| Candidat                    | Candidat                 | Parti          | Voix         | %            | Voix        | %           |  |
| --------------------------- | ------------------------ | -------------- | ------------ | ------------ | ----------- | ----------- |  |
|                             | Georges Delatre élu      | UNR-UDT        | 12 325       | 37,5         | 17 049      | 49,98       |  |
|                             | Claude Heuillard sortant | CR             | 8 196        | 24,94        | 10 109      | 29,63       |  |
|                             | Roger Thiébault          | SFIO           | 4 944        | 15,04        | 6 956       | 20,39       |  |
|                             | Charles Ferrant          | MRP            | 4 542        | 13,82        | Retrait     | Retrait     |  |
|                             | Pierre Toutain           | PCF            | 2 861        | 8,7          | Retrait     | Retrait     |  |
|                             |                          |                |              |              |             |             |  |
| Inscrits                    | Inscrits                 | Inscrits       | 48 189       | 100,00       | 48 413      | 100,00      |  |
| Abstentions                 | Abstentions              | Abstentions    | 14 324       | 29,72        | 13 438      | 27,76       |  |
| Votants                     | Votants                  | Votants        | 33 865       | 70,28        | 34 975      | 72,24       |  |
| Blancs et nuls              | Blancs et nuls           | Blancs et nuls | 997          | 2,94         | 861         | 2,46        |  |
| Exprimés                    | Exprimés                 | Exprimés       | 32 868       | 97,06        | 34 114      | 97,54       |  |
| Source : Gallica et CEVIPOF |                          |                |              |              |             |             |  |